# Columbiaville
Columbiaville é uma vila localizada no estado americano de Michigan, no Condado de Lapeer.

## Demografia
Segundo o censo americano de 2000, a sua população era de 815 habitantes.
Em 2006, foi estimada uma população de 817, um aumento de 2 (0.2%).

## Geografia
De acordo com o United States Census Bureau tem uma área de
2,9 km², dos quais 2,2 km² cobertos por terra e 0,7 km² cobertos por água. Columbiaville localiza-se a aproximadamente 266 m acima do nível do mar.

## Localidades na vizinhança
O diagrama seguinte representa as localidades num raio de 20 km ao redor de Columbiaville.